# Адміністративний поділ Південного Судану

Штати Південного Судану з 2015

Штати Південного Судану до 2015

Південний Судан поділяється на 32 штати (англ. state), які до здобуття країною незалежності називалися також вілаєтами (араб. ولاية — wilāyah) або провінціями. Штати, у свою чергу, поділені на округи (англ. county).

## Сьогодення
У 2020 році після тривалої громадянської війни у результаті мирної угоди країна повернулася до початкових 10 штатів, але з додачею двох нових адміністративних районів — Великий Пібор і Рувенґ, а також регіон з особливим статусом Аб'єй.
| №  | Штат                      | Арабська назва    | Англійська назва           | Площа, км² | Населення (2007, оцінка) | Центр    | Колишній регіон                                       |
| -- | ------------------------- | ----------------- | -------------------------- | ---------- | ------------------------ | -------- | ----------------------------------------------------- |
| 1  | Вараб                     | واراب             | Warrap                     | 31 027     | 1 032 208                | Кваджок  | Бахр-ель-Газаль                                       |
| 2  | Верхній Ніл               | أعالي النيل       | Upper Nile                 | 77 773     | 1 243 855                | Малакал  | Великий Верхній Ніл                                   |
| 3  | Джонглей                  | جونقلي            | Jonglei                    | 122 479    | 1 206 830                | Бор      | Великий Верхній Ніл                                   |
| 4  | Західна Екваторія         | غرب الاستوائية    | West Equatoria             | 79 319     | 1 764 142                | Ямбіо    | Екваторія                                             |
| 5  | Західний Бахр-ель-Газаль  | غرب بحر الغزال    | West Bahr-al-Ghazal        | 93 900     | 1 491 359                | Вау      | Бахр-ель-Газаль                                       |
| 6  | Ель-Вахда                 | غرب أعالي النيل   | Western Upper Nile / Unity | 35 956     | 266 726                  | Бентіу   | [[Великий Верхній Ніл (регіон)\|Великий Верхній Ніл]] |
| 7  | Озерний                   | البحيرات          | Lakes                      | 40 235     | 578 615                  | Румбек   | Бахр-ель-Газаль                                       |
| 8  | Північний Бахр-ель-Газаль | شمال بحر الغزال   | North Bahr-al-Ghazal       | 33 558     | 1 491 359                | Авейль   | Бахр-ель-Газаль                                       |
| 9  | Східна Екваторія          | شرق الاستوائية    | East Equatoria             | 82 542     | 228 169                  | Торіт    | Екваторія                                             |
| 10 | Центральна Екваторія      | الاستوائية الوسطى | Central Equatoria          | 22 956     | 342 093                  | Джуба    | Екваторія                                             |
| 11 | Великий Пібор             | كبير ﺑاﺒأﻒ        | Greater Pibor              | 41 962     | 214 676                  | Пібор    | Великий Верхній Ніл                                   |
| 12 | Рувенґ                    | رأﻔإﻨﺞ            | Ruweng                     |            | 246 360                  | Панрієнґ | Ель-Вахда                                             |
| 13 | Аб'єй                     | أبيي              | Abyei                      | 10 546     | 124 390                  | Аб'єй    | —                                                     |

## Штати у 2015-2017

### Бахр-ель-Газаль
- Авейль[en]
- Східний Авейль[en]
- Східні Озера[en]
- Ґоґріал[en]
- Ґок[en]
- Лол[en]
- Тондж[en]
- Твік[en]
- Вау[en]
- Західні Озера[en]

### Екваторія
- Амаді[en]
- Ґбудве[en]
- Джубек[en]
- Іматонґ[en]
- Мариді[en]
- Капоета[en]
- Тамбура[en]
- Терекека[en]
- Річка Єй[en]

### Великий Верхній Ніл
- Акобо[en]
- Бома[en]
- Біє[en]
- Фашода
- Джонґлей
- Латйор[en]
- Північний Ніл[en]
- Північний Ліе[en]
- Рувенґ[en]
- Південний Ліе[en]
- Мейвут[en]
- Центральний Ніл[en]
- Фанґак[en]

## Штати у 2011-2015
| №  | ISO | Штат                      | Арабська назва    | Англійська назва           | Площа, км² | Населення (2007, оцінка) | Центр   | Колишній регіон     |
| -- | --- | ------------------------- | ----------------- | -------------------------- | ---------- | ------------------------ | ------- | ------------------- |
| 1  | 21  | Вараб                     | واراب             | Warrap                     | 31 027     | 1 032 208                | Кваджок | Бахр-ель-Газаль     |
| 2  | 23  | Верхній Ніл               | أعالي النيل       | Upper Nile                 | 77 773     | 1 243 855                | Малакал | Великий Верхній Ніл |
| 3  | 20  | Джонглей                  | جونقلي            | Jonglei                    | 122 479    | 1 206 830                | Бор     | Великий Верхній Ніл |
| 4  | 16  | Західна Екваторія         | غرب الاستوائية    | West Equatoria             | 79 319     | 1 764 142                | Ямбіо   | Екваторія           |
| 5  | 14  | Західний Бахр-ель-Газаль  | غرب بحر الغزال    | West Bahr-al-Ghazal        | 93 900     | 1 491 359                | Вау     | Бахр-ель-Газаль     |
| 6  | 22  | Ель-Вахда                 | غرب أعالي النيل   | Western Upper Nile / Unity | 35 956     | 266 726                  | Бентіу  | Великий Верхній Ніл |
| 7  | 18  | Озерний                   | البحيرات          | Lakes                      | 40 235     | 578 615                  | Румбек  | Бахр-ель-Газаль     |
| 8  | 15  | Північний Бахр-ель-Газаль | شمال بحر الغزال   | North Bahr-al-Ghazal       | 33 558     | 1 491 359                | Авейль  | Бахр-ель-Газаль     |
| 9  | 19  | Східна Екваторія          | شرق الاستوائية    | East Equatoria             | 82 542     | 228 169                  | Торіт   | Екваторія           |
| 10 | 17  | Центральна Екваторія      | الاستوائية الوسطى | Central Equatoria          | 22 956     | 342 093                  | Джуба   | Екваторія           |

### Прапори
| Прапор | Затверджений | Використання              | Опис |
| ------ | ------------ | ------------------------- | --- |
|        | –            | Вараб                     | Прапор являє собою біле полотнище, у центрі якого розміщено зелене коло з зображенням тукана.                                                                                 |
|        | –            | Верхній Ніл               | Прапор являє собою синє полотнище, у центрі якого розміщено зображення щита.                                                                                                  |
|        | –            | Джонглей                  | Прапор являє собою біле полотнище, у центрі якого розміщено синє коло з зображенням білої корови з телям.                                                                     |
|        | –            | Ель-Вахда                 | Прапор являє собою біле полотнище, у центрі якого розміщено синє коло з зображенням нафтовидобувної вежі в обрамленні двох гілок білого кольору.                              |
|        | –            | Західна Екваторія         | Прапор являє собою біле полотнище, у центрі якого розміщено зелене коло з зображенням ананаса.                                                                                |
|        | –            | Західний Бахр-ель-Газаль  | Прапор являє собою біле полотнище, у центрі якого розміщено синє коло, на яке накладений білий трикутник. У трикутнику розміщено зображення газелі на фоні сонця, що сходить. |
|        | –            | Озерний                   | Прапор являє собою блакитне полотнище, у центрі якого розміщено емблему штату.                                                                                                |
|        | –            | Північний Бахр-ель-Газаль | Прапор являє собою біле полотнище, у центрі якого розміщено зелене коло з зображенням вінценосного журавля.                                                                   |
|        | –            | Східна Екваторія          | Прапор складається з чотирьох рівнозначних смуг жовтого, чорного, червоного, і жовтого кольорів. У центрі прапору розміщено зелений овал з зображенням гепарда.               |
|        | –            | Центральна Екваторія      | Прапор являє собою зелене полотнище, у центрі якого розміщено біле коло з зображенням носорога.                                                                               |